# 上皇 (天皇退位特例法)

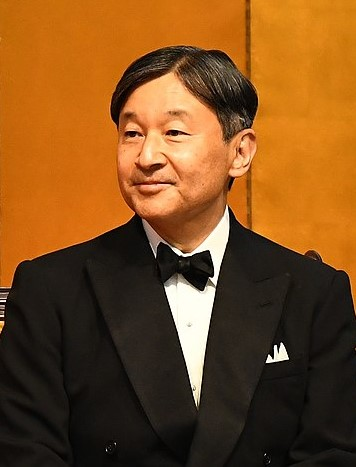
第126代天皇徳仁。明仁の第一皇子である

上皇（じょうこう、英: emperor emeritus）は、天皇の退位等に関する皇室典範特例法に基づき退位した日本の天皇の称号。
対象者は2019年（平成31年）4月30日限りで退位した第125代天皇明仁だけである。

## 概要

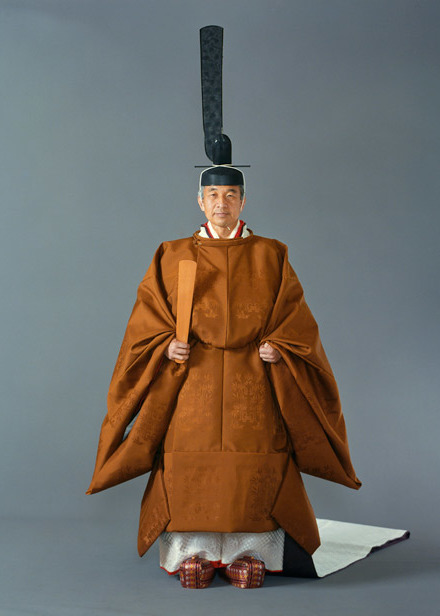
黄櫨染御袍に身を包む天皇在位中の明仁。1990年（平成2年）11月12日の即位礼正殿の儀で着用した装束である。

退位特例法3条に基づき、退位した後の明仁の称号を「上皇」とし、敬称は退位前と同様に「陛下」とした。
明仁は2019年（平成31年）4月30日に退位し、皇太子徳仁親王が第126代天皇に即位した翌令和元年5月1日より「上皇」となった。
また、宮内庁は2019年（平成31年）2月に称号「上皇」の英語表記として「Emperor Emeritus」を採用すると発表した。「emeritus」はラテン語で原義は「引退した」という意味を持つが、前の地位、職掌に肯定的な意味を含むため「名誉待遇の」と訳するのが一般的である。敬称の「陛下」の英訳は従来通りの「His Majesty」である。直訳すると「名誉天皇」だが、「emeritus」は2013年に退位した前ローマ教皇ベネディクト16世にも用いられており、彼の称号は「名誉教皇」である。日本国外では退位した君主に対して爵号を授けたり、即位以前の「王子」や「王女」を名乗ったり、あるいは退位後もそのまま君主の称号を保持し続けたりする例があったが、宮内庁次長は「我が国（日本）にはあまりふさわしくない」とした。イギリスの公共放送局であるBBC（英国放送協会）では解説において「grand emperor」という語も使用している。
喪儀および陵墓の格式については天皇と同様としている。したがって、上皇の崩御に当たっては大喪の礼が執行され、天皇陵が造営される。
皇室典範の定義における「皇族」には含まれない。ただし、特例法において「その他の事項については皇族の例に倣う」とし、皇室を構成する一員としてあくまで「皇族（内廷皇族）」の身位に相当する。その一方で、皇位継承権および摂政・国事行為臨時代行・皇室会議議員の就任権は承認されていない（過去すでに皇位を継承して在位していたため）など、その他の皇族とは差が設けられている。
上皇の后は「上皇后」である。敬称は上皇と同様に「陛下」である。
なお、日本の多くの報道機関、マスメディアは「上皇さま」ないし夫妻両者を指す場合は「上皇ご夫妻」などと呼称する。
天皇が退位するのは江戸時代後期の1817年（文化14年）に退位した光格天皇以来202年ぶりのことである。1868年（慶応4年/明治元年）に一世一元の制が定められ、1889年（明治22年）に制定された旧皇室典範や1947年（昭和22年）に制定された現行の皇室典範も退位に関する規定がなく、終身在位となっていたため、これが憲政史上初めての退位となる。また、1869年（明治2年）の東京奠都後に天皇が退位するのも史上初めてであった。
なお、天皇退位特例法は明仁一代にのみ適用される臨時法（時限立法）であり、恒久法ではないため、新たな特例法の制定もしくは皇室典範の改正がない限り、次代（徳仁）以降には適用されない。
ただし、特例法制定時の内閣官房長官である菅義偉は、「今回の退位が先例になりうる」とし、「将来の天皇にも適用される可能性がある」という政府見解を示した。

## 退位決定の経緯
2016年（平成28年）8月8日、天皇明仁（当時）は「お気持ち」を表明し、「『天皇は国政に関する権能を有さない』旨を規定した憲法上の制約により、具体的な制度についての言及は避ける」と前置きした上で、自身の退位の意向を間接的にとはいえ述べたことにより、それまで皇室典範（旧法も含む）に退位の条項が明記されていなかったことから議論が始まった経緯がある。
政府が設置した「天皇の公務の負担軽減等に関する有識者会議」で「第125代天皇一代限りの退位として特例法を制定するか」、「恒久的に天皇の退位を制度化し皇室典範の改正をするか」、さらに「皇室典範第十六条の特例として摂政を設置すべきか」議論がなされたが、最終的には「（明仁）一代限りの退位」を決議し、当時の内閣総理大臣・安倍晋三にこの考えを提示した。政府は与野党問わず国会に議席を有する各政党の代表者との事前協議を重ねた上で「天皇の退位等に関する皇室典範特例法案」を国会衆議院に上程し、翌2017年（平成29年）6月9日の参議院本会議で可決・成立した。そして、6月16日に「天皇の退位等に関する皇室典範特例法」が公布され、一部は施行された。
なお、天皇退位を特例法によって行うため、全面施行は2017年12月1日開催の皇室会議の議論を経て、12月13日に公布された「天皇の退位等に関する皇室典範特例法の施行期日を定める政令」（平成29年政令第302号）によって、2019年（平成31年）4月30日と定められた。
当初、報道各社は天皇の退位関連ニュースで当初は「生前退位」と報じたが、その後は「退位」と「譲位」の2つの言葉が使用されている。

## 称号における論議

### 「太上天皇」か「上皇」か
明仁の退位後の特例法に基づく「上皇」という称号は、歴史上退位（譲位）した前天皇に用いられた「太上天皇」（だいじょうてんのう、だじょうてんのう）の略称ではなく、あくまで正式な称号である。
光格上皇以前の歴史上用いられた「上皇」は「太上天皇」の略称だったが、退位特例法の法案化の過程での議論の中で、太上天皇が「治天の君」として院政を敷き、天皇が太上天皇により譲位させられたり、太上天皇同士あるいは、天皇と太上天皇間で権力闘争が起きたことから、「二重権威」にあたるとして使用に反対する意見も見られた。
このような意見を踏まえ、同法第3条第1項に「退位した天皇は、上皇とする」と規定しており、この規定により明仁の退位後の称号は「太上天皇」ではなく「上皇」が正式なものとなる。したがって、日本の皇室史上初の称号となる。もっとも、退位した天皇の呼称、および国民に馴染みやすい呼称として選定されており、その語源は「太上天皇の略称」である。

### 「皇太后」か「上皇后」か
「上皇后」（じょうこうごう）も同様に皇室史上初の称号である。皇后は配偶者たる夫の天皇が退位するか、天皇が崩御して未亡人になると「皇太后」（こうたいごう）となる。
直近の例では香淳皇后が昭和天皇の崩御した1989年（昭和64年）1月7日から2000年（平成12年）6月16日に自身が崩御するまで皇太后の身位にあった。皇太后は三后（皇后・皇太后・太皇太后）の身位の1つだが、未亡人の印象が強い「皇太后」という身位を、退位した天皇の配偶者の称号として使用することに対して、不安を覚える者もいた。天皇の公務の負担軽減等に関する有識者会議のメンバーである山内昌之は、次のように述べている。
| 「 | お辞めになった天皇のきさきの称号として、本当は皇太后がふさわしい。しかし、未亡人（配偶者である夫と死別した女性）というイメージが非常に強く、戦後の政府官報の英語版にも「皇太后は夫を亡くした皇后を指す」と書いてある。率直に言って使えないと思った。 | 」 |

上記の事情に加えて、天皇の退位が憲政史上初めてであることから「歴史に引っ張られる必要はない。」といった声もあった。現行の皇室典範では、民間出身で婚姻により皇族の身分を取得した女性の称号は、「皇后」・「親王妃（皇太子妃も含む）」・「王妃」など、天皇および皇位継承権を有する男性皇族（親王・王）の称号と后、妃を組み合わせたものであり、美智子（旧姓：正田）も初の民間出身であることから、それに合わせて有識者会議は、その責任において新たに創作した「上皇后」を用いるべしと最終的に結論を出した。その後、政府の法案に基づく天皇の退位等に関する皇室典範特例法が国会にて可決され、「上皇」と「上皇后」の称号を用いるものと公式に決定された。
2019年（令和元年）5月1日以後、皇太子徳仁親王妃雅子が立后したことに伴い、明仁の皇后であった美智子がその地位にある。

## 仙洞御所

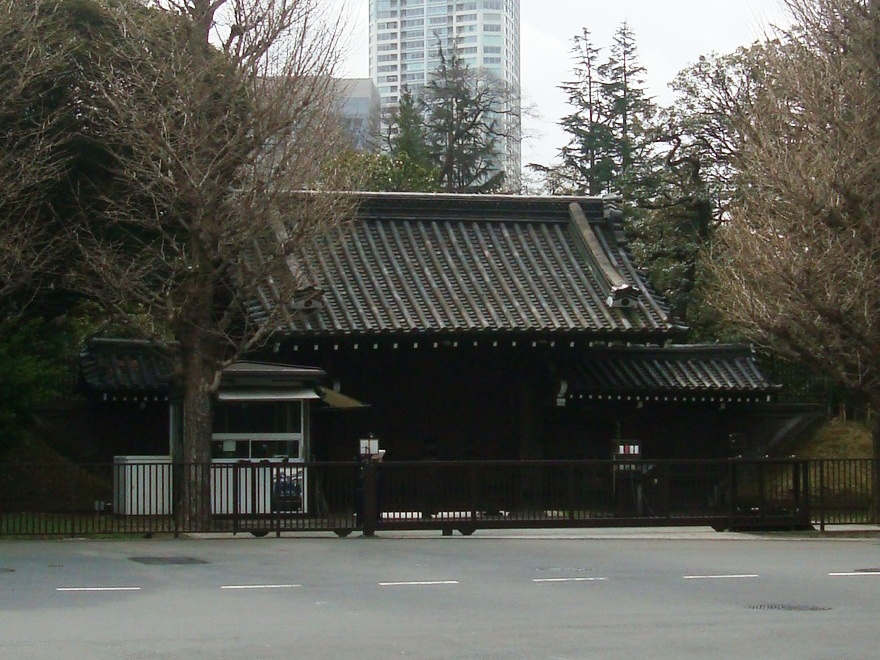
赤坂御所（東京都港区元赤坂）

いずれ上皇明仁は上皇后美智子と共に、皇居「吹上仙洞御所」から、赤坂御用地内の「赤坂御所」（旧・「東宮御所」）に遷御し、これを上皇の正式な「仙洞御所（せんとうごしょ）」と改称した。上皇・上皇后と入れ替わる形で、天皇一家が皇居「吹上仙洞御所」に遷御し、天皇の正式な御所となった。
ただ、仙洞御所の整備には時間を要するため、上皇・上皇后は東京都港区の高輪皇族邸を仮住居（御仮寓所）とする。また、皇位継承にともなって皇嗣（皇太子）として弟の秋篠宮文仁が立位したが、皇太子ではないからか皇嗣御所（東宮御所）と宮内庁は呼称していない。元の秋篠宮邸としている。
ただし、秋篠宮家は、従来の住居である赤坂御用地内の秋篠宮邸を改修・増築して、引き続き留まる。
なお前述の通り、明仁が東京奠都後に退位した最初の天皇でもあり、「仙洞御所」の名称が東京都にも必要となったことから、区別のため、京都御苑にある従来の仙洞御所は「京都仙洞御所（きょうとせんとうごしょ）」と改称された。

## 上皇の誕生日の扱い
国民の祝日に関する法律（祝日法）の定める天皇誕生日は、明仁の誕生日である12月23日から、徳仁の誕生日である2月23日へ移動した。
2019年（平成31年：1月1日 - 4月30日/令和元年：5月1日 - 12月31日）は、徳仁の誕生日は即位する前、明仁の誕生日は退位した後に迎えることから、1948年（昭和23年）の祝日法施行以来はじめて、天皇誕生日のない年となった。なお、上皇の存命中は、在位中の天皇との二重権威回避のため、上皇の誕生日を祝日としないことになっている。

## 上皇旗
明仁の退位にともない、新たに上皇旗が定められ、2019年（令和元年）6月6日に上皇明仁、上皇后美智子が「大正天皇陵に親謁の儀」に臨んだ際に乗車する御料車に初めて掲げられた。
旗の意匠の菊花の形状と大きさは天皇旗と同一だが背景の赤色が天皇旗より濃い赤となる。